# ヤン・ムラカル
ヤン・ムラカル（Jan Mlakar、1998年10月23日 - ）は、スロベニア・リュブリャナ出身のサッカー選手。ACピサ1909所属。ポジションはFW。スロベニア代表。

## クラブ経歴
2015年、NKドムジャレからACFフィオレンティーナのユースチームへと移籍すると、2017年4月30日、パレルモFCとの試合にて同郷のヨシップ・イリチッチとの交代でプロデビューを果たした。2017-18シーズンはプロ経験を得るためヴェネツィアFCへレンタル移籍したが、リーグ戦3試合のみの出場に終わった。
2018年1月、母国スロベニアのNKマリボルに移籍し、4年契約を結んだ。
2019年1月、マリボルで結果を残したことからブライトン・アンド・ホーヴ・アルビオンFCに3年半契約で移籍し、2019-20シーズン終了まではマリボルにレンタル移籍という形でクラブに在籍する。2019-20シーズンから正式に加入すると、イングランド下位リーグのクラブにレンタルされるシーズンが続き、2020-21シーズンのNKマリボルへのレンタル終了後、契約満了でクラブを後にした。
2021年7月1日、HNKハイドゥク・スプリト加入が発表された。デビュー戦となった7月17日のNKロコモティヴァ・ザグレブ戦ではいきなり2ゴールを挙げ、2-2での引き分けに貢献した。
2023年8月27日、セリエBのACピサ1909へ移籍し、3年契約を結んだ。

## 代表経歴
2021年6月1日、北マケドニア代表との親善試合にてスロベニア代表デビューを果たした。3日後のジブラルタル代表戦ではA代表初ゴールも記録した。
UEFA EURO 2024に選出

## タイトル

### クラブ
マリボル
- スロベニア・プルヴァリガ : 1回 (2018-19)
- スロベニア・カップ : 1回 (2018-19)

ハイドゥク・スプリト
- フルヴァツキ・ノゴメトニ・クプ : 2回 (2021-22, 2022-23)

### 個人
- 1.SNL得点王 : 1回 (2020-21)